# Heterosexualitate

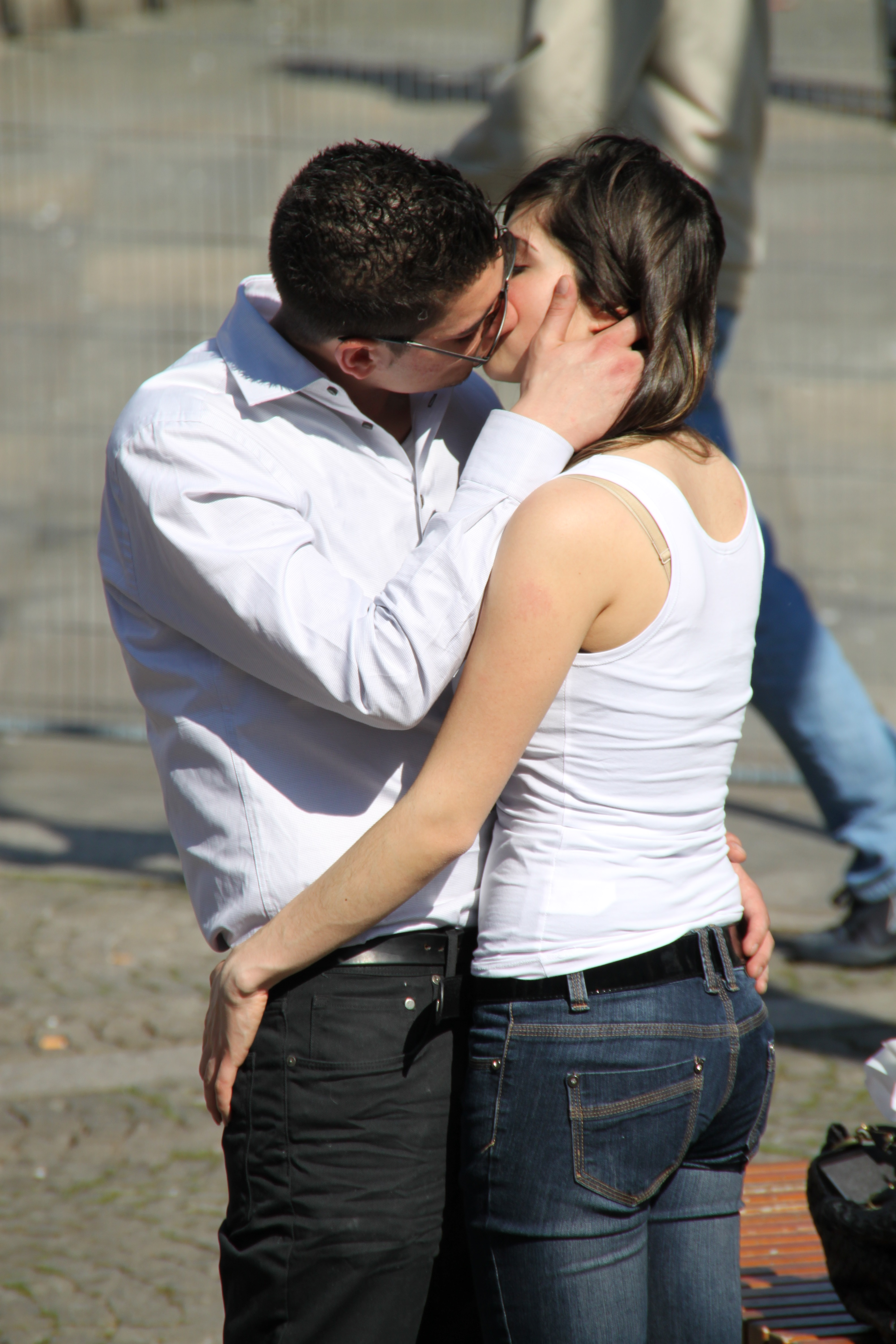
Cuplu heterosexual sărutându-se.

Heterosexualitatea (heterosexual, heterosexuală, hetero) reprezintă atracția romantică, atracția sexuală sau comportamentul sexual între persoane de sex opus. Ca orientare sexuală, heterosexualitatea este un model de durată al atracțiilor emoționale, romantice și/sau sexuale pentru persoanele de sex opus; aceasta „se referă, de asemenea, la sentimentul identității unei persoane bazat pe aceste atracții, comportamente conexe și apartenență la o comunitate a altor persoane care împărtășesc aceste atracții."  
Heterosexualitatea, alături de asexualitate, bisexualitate și homosexualitate, este una dintre cele patru categorii principale de orientare sexuală, romantică și comportament în continuul heterosexual-homosexual.  În toate culturile, majoritatea are o activitatea și se pare că și o orientare sexuală și romantică heterosexuală, de departe observat cel mai comun tip de activitate și orientare.  
Oamenii de știință nu știu cauza exactă a orientării sexuale, dar teoretizează că este cauzată de o interacțiune complexă de influențe genetice, hormonale și de mediu,  și nu o consideră o alegere. Deși nicio teorie unică despre cauza orientării sexuale nu a obținut încă un sprijin larg, oamenii de știință favorizează teoriile bazate biologic.  Există mult mai multe dovezi care susțin cauze non-sociale, biologice ale orientării sexuale decât cele sociale, în special pentru bărbați.   
 

Termenul heterosexual sau heterosexualitate este de obicei aplicat la om, dar comportamentul heterosexual este observat la toate mamiferele și la alte animale. 
Orientarea sexuală și romantică nu au legătură cu reproducerea sexuată. O persoană asexuală, bisexuală, heterosexuală sau homosexuală poate avea sau nu progenituri. Sexul reproducător nu necesită o orientare specifică, deoarece orientarea sexuală se referă, de regulă, la un model de durată de atracție sexuală și emoțională pe termen lung, care duce adesea la legături sociale pe termen lung, în timp ce reproducerea necesită doar un singur act de copulare pentru a fertiliza ovulul prin spermatozoizi.  

## Terminologie
Hetero- provine de la cuvântul grecesc ἕτερος [héteros], care înseamnă „altă parte” sau „alta”,  folosit în știință ca prefix care înseamnă „diferit”;  și cuvântul latin pentru sex (sex caracteristic sau diferențiere sexuală). 
Utilizarea actuală a termenului heterosexual își are rădăcinile în tradiția mai largă a secolului al XIX-lea de taxonomie a personalității. Termenul heterosexual a fost inventat alături de cuvântul homosexual de Karl Maria Kertbeny în 1869. Termenii nu au fost folosiți la sfârșitul secolului al XIX-lea, dar au fost reintroduse de Richard von Krafft-Ebing și Albert Moll în jurul anului 1890.  Substantivul a fost folosit mai larg de la începutul anilor 1920, dar nu a intrat în uz obișnuit decât în anii '60. Scurtul „hetero” de scurtare colocvială este atestat din 1933. Substantivul abstract „heterosexualitate” este înregistrat pentru prima dată în 1900.  Cuvântul „heterosexual” a fost listat în Noul dicționar internațional Merriam-Webster în 1923 ca termen medical pentru „pasiune sexuală morbidă pentru unul dintre sexele opuse”; cu toate acestea, în 1934, în a doua edișie Second Edition Unabridged, ea este definită ca o „manifestare a pasiunii sexuale pentru unul dintre sexele opuse” 
Această taxonomie a fost inventată în secolul al XIX-lea pentru o mai bună înțelegere a orientărilor sexuale.

## Date demografice

### Demografia orientării sexuale
În recenzia lor din 2016, Bailey et al. au afirmat că „se așteaptă ca în toate culturile, marea majoritate a indivizilor să fie predispuși sexual exclusiv la celălalt sex (adică heterosexual)” și că nu există dovezi convingătoare că demografia orientării sexuale a variat mult de-a lungul timpului sau locului.  Activitatea heterosexuală dintre un singur bărbat și o femeie este de departe cel mai frecvent tip de activitate sociosexuală. 
Conform mai multor studii majore, 89% până la 98% dintre oameni au avut doar contact heterosexual în timpul vieții lor;  dar acest procent scade la 79–84% atunci când sunt raportate atracții și comportament de același sex.  
Un studiu din 1992 a raportat că 93,9% dintre bărbații din Marea Britanie au avut numai experiențe heterosexuale, în timp ce în Franța numărul a fost raportat la 95,9%.  Conform unui sondaj din 2008, 85% dintre britanici au doar contacte sexuale cu sexul opus, în timp ce 94% dintre britanici se consideră heterosexuali.  În mod similar, un sondaj realizat de Oficiul Național pentru Statistică Națională (ONS) din 2010 a constatat că 95% dintre britanici identificați ca heterosexuali, 1,5% dintre britanici s-au identificat ca homosexuali sau bisexuali, iar ultimii 3,5% au dat mai multe răspunsuri vagi, precum „nu știu”, „altul” sau nu au răspuns la întrebare.  În Statele Unite, potrivit unui raport al Institutului Williams din aprilie 2011, 96% sau aproximativ 250 de milioane din populația adultă sunt heterosexuale.  
| Vârstă/Sex     | Heterosexual | Non-heterosexual | Nu știe/Nu răspunde |
| -------------- | ------------ | ---------------- | ------------------- |
| 18-29          | 90,1%        | 6,4%             | 3,5%                |
| 30-49          | 93,6%        | 3,2%             | 3,2%                |
| 50-64          | 93,1%        | 2,6%             | 4,3%                |
| 65+            | 91,5%        | 1,9%             | 6,5%                |
|                |              |                  |                     |
| 18-29, Femei   | 88,0%        | 8,3%             | 3,8%                |
| 18-29, Bărbați | 92,1%        | 4,6%             | 3,3%                |

Într-un sondaj YouGov din 2015 efectuat pe 1.000 de adulți din Statele Unite, 89% din eșantion au fost identificați ca heterosexuali, 4% ca homosexuali (2% ca bărbați homosexuali și 2% ca femei homosexuali) și 4% ca bisexuali.  
Bailey și colab., în revizuirea lor din 2016, au afirmat că în sondajele occidentale recente, aproximativ 93% dintre bărbați și 87% dintre femei se identifică ca fiind complet heterosexuali, iar aproximativ 4% dintre bărbați și 10% dintre femei drept majoritari heterosexuali.
[Totuși], două dintre cele mai cunoscute studii ale demografiei orientării sexuale umane și revoluționare pentru acele timpuri au fost Sexual Behavior in the Human Male (1948; din engleză Comportamentul sexual al bărbaților) și Sexual Behavior in the Human Female (1953; din engleză Comportamentul sexual al femeilor) ale doctorului Alfred C. Kinsey. Aceste studii au utilizat un spectru în șapte puncte pentru a defini comportamentul sexual, de la 0 pentru complet heterosexual la 6 pentru complet homosexual. Kinsey a concluzionat că un procent din populație era într-un anumit grad sau altul bisexual (marcați pe scară între 1 și 5). El a raportat că:
- 37% dintre bărbații din SUA au atins orgasmul prin contactul cu un alt bărbat după adolescență și
- 13% dintre femei au obținut orgasm prin contactul cu o altă femeie. [23]

Alți cercetători în materie de sexologie precum Li Shiu Tong susținea că orientarea heterosexuală este o orientare minoritară la oameni.

### Scara Kinsey

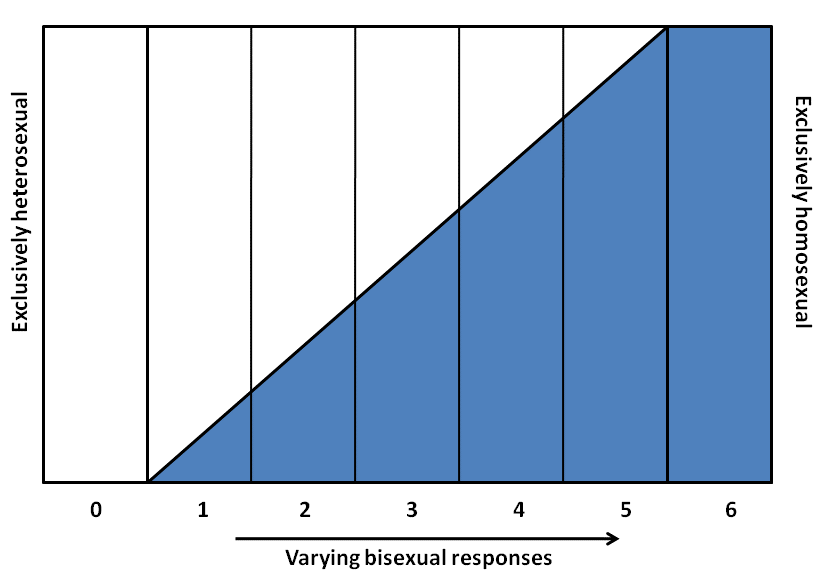
Scara Kinsey

Scara Kinsey, numită și scara de hetero-homo sexualitate a lui Kinsey, este un instrument prin care se încearcă de a descrie orientarea sexuală a unei persoane la un moment dat. Spre deosebire de clasificarea absolută (homosexual / heterosexual), această scară folosește valori de la 0 (exclusiv heterosexual) la 6 (exclusiv homosexual).
În ambele ediții ale Rapoartelor lui Kinsley⁠(en)[traduceți], era folosită și o valoare adăugătoare X, semnificând „lipsa activității sexuale”, cunoscută în prezent ca asexualitate și între 1-5 persoana a fost marcată ca bisexuală sau nu complet heterosexuală Cele două ediții ale Rapoartelor sunt intitulate Sexual Behavior in the Human Male (1948; din engleză Comportamentul sexual al bărbaților) și Sexual Behavior in the Human Female (1953; din engleză Comportamentul sexual al femeilor), alcătuite de sexologii Alfred Kinsey, Wardell Pomeroy, ș.a.

### Grila de orientare sexuală Klein
Grila de orientare sexuală Klein (KSOG) a fost dezvoltată de Fritz Klein și încearcă să măsoare orientarea sexuală pornind de la scara Kinsey creată anterior de Alfred C. Kinsey.    
Ca răspuns la critica că scala Kinsey măsoară doar două dimensiuni ale orientării sexuale, Klein a dezvoltat o grilă multidimensională pentru descrierea orientării sexuale. Spre deosebire de scara Kinsey, grila Klein investighează orientarea sexuală în trecut, în prezent și în viitorul idealizat în ceea ce privește șapte factori, pentru un total de douăzeci și unu de valori. KSOG folosește valori de 1–7, pentru a descrie un continuu de la sexul opus exclusiv la atracția exclusiv de același sex.  KSOG este adesea folosit ca instrument în cercetare.  
| Variabila | Variabila                    | Determinant                                                                             | Trecut | Prezent | Ideal |
| --------- | ---------------------------- | --------------------------------------------------------------------------------------- | ------ | ------- | ----- |
| A         | Atracție sexuală             | De cine ești atras sexual?                                                              | 1-7    | 1-7     | 1-7   |
| B         | Comportament sexual          | Cu cine ai făcut sex?                                                                   | 1-7    | 1-7     | 1-7   |
| C         | Fanteziile sexuale           | Despre cine sunt fanteziile tale sexuale?                                               | 1-7    | 1-7     | 1-7   |
| D         | Preferință emoțională        | De cine te simți mai atras sau apropiat emoțional?                                      | 1-7    | 1-7     | 1-7   |
| E         | Preferință socială           | Cu ce gen socializezi?                                                                  | 1-7    | 1-7     | 1-7   |
| F         | Preferința stilului de viață | În ce comunitate îți place să îți petreci timpul? În care te simți cel mai confortabil? | 1-7    | 1-7     | 1-7   |
| G         | Autoidentificarea            | Cum vă etichetați sau vă identificați?                                                  | 1-7    | 1-7     | 1-7   |

## Studiu academic

### Sex
Deși sexul nu are nici o legătură cu orientarea sexuală trebuie înțeles faptul că organismele multor specii, nu la toate, sunt specializate în sex masculin și sex feminin, fiecare cunoscut sub numele de sex. Reproducerea sexuată implică combinarea și amestecarea trăsăturilor genetice: celulele specializate, cunoscute sub numele de gameți, se combină pentru a forma urmași care moștenesc trăsături de la fiecare părinte. Masculii produc gameți mici (spermatozoizi), în timp ce femelele produc gameți mari (ovule sau celule ou).
Organismele individuale care produc gameți de sex masculin și feminin sunt denumite hermafrodite. Gametele poate fi identic ca formă și funcție (cunoscut sub numele de izogamie), dar, în multe cazuri, a evoluat o asimetrie, astfel încât există două tipuri diferite de gameți (heterogametele) cunoscut sub denumirea de anizogamie. Printre oameni și alte mamifere, bărbații au în mod obișnuit, dar nu toți, un cromozom X și un Y (XY), în timp ce femelele poartă de obicei, dar nu toate, doi cromozomi X (XX), care fac parte din sistemul XY. Alți oameni au o combinație la nivel genetic YY, XXY, XYY, XXXX, etc. Sau unele persoane au o parte din celulele corpului XX și cealaltă XY.       
Alte animale au diverse sisteme de determinare a sexului, cum ar fi sistemul ZW la păsări, sistemul X0 la insecte și alte sisteme diferite la reptile și crustacee. Ciupercile pot avea, de asemenea, sisteme de împerechere alelică mai complexe, cu sexele care nu sunt descrise cu exactitate ca mascul, femelă sau hermafrodit.
În natură există patru categorii sexuale: feminin, hermafrodit, masculin și nedefinit. 

### Factorii determinanți ce formează orientarea sexuală

#### Mediul postnatal
Articol principal: Mediul postnatal și orientarea sexuală
Niciun determinant simplu și singular pentru orientarea sexuală nu a fost demonstrat în mod concludent, dar oamenii de știință consideră că o combinație de factori genetici, hormonali și de mediu determină orientarea sexuală.    Acestea favorizează teoriile biologice pentru explicarea cauzelor orientării sexuale, deoarece există considerabil mai multe dovezi care susțin cauze biologice decât cele sociale sau de educație, în special pentru bărbați. 
Factorii legați de dezvoltarea unei orientări heterosexuale includ gene, hormoni prenatali și structura creierului și interacțiunea lor cu mediul. 

#### Mediul prenatal

##### Hormonii prenatali
Articol principal: Hormonii prenatali și orientarea sexuală
Neurobiologia masculinizării creierului este destul de bine înțeleasă. Estradiolul și testosteronul, care este catalizat de enzima 5α-reductase în dihidrotestosteronă, acționează asupra receptorilor de androgeni din creier pentru a-l masculiniza. Dacă există puțini receptori de androgeni (persoane cu sindrom de insensibilitate la androgeni) sau prea mult androgen (femei cu hiperplazie suprarenală congenitală), pot exista efecte fizice și psihologice.  S-a sugerat că heterosexualitatea atât masculină cât și feminină sunt rezultatele acestui proces.  În aceste studii, heterosexualitatea la femei este legată de o cantitate mai mică de masculinizare decât se găsește la femeile lesbiene, deși atunci când avem de-a face cu heterosexualitate masculină, există rezultate care susțin atât gradele mai mari cât și mai mici de masculinizare decât bărbații homosexuali. 

##### Ordinea nașterii fraților
În urma mai multor studii s-a observat o corelație între ordinea nașterii fraților și orientarea sexuală la bărbați. Ray Blanchard a fost primul care a identificat asocierea și a menționat-o ca efectul ordinii nașterii fraților (en. fraternal birth order effect) deși sunt studii încă din 1958 care evidențiau acest lucru. Concluzia este cu cât un bărbat are mai mulți frați mai mari ca el din aceeași mamă, adunând și frații dinaintea lui decedați sau avortați, însă, indiferent de numărul de surori, atunci cu atât este mai mare probabilitatea ca acesta din urmă să aibă o orientare homosexuală sau bisexuală. Așadar, dacă un bărbat este primul născut cu atât are șanse mai mari să aibă o orientare heterosexuală.

### Fluiditatea sexuală
Adesea, nu se disting diferențele între orientările sexuale, ceea ce poate afecta impactul evaluării identității sexuale și dacă orientarea sexuală este sau nu capabilă să se schimbe.  Orientarea sexuală este stabilă și este puțin probabil să se schimbe pentru marea majoritate a oamenilor, dar unele cercetări indică faptul că unele persoane pot experimenta schimbări în orientarea lor sexuală, iar acest lucru este mai probabil pentru femei decât pentru bărbați.  Asociația Psihologicilor Americani face distincția între orientarea sexuală (o atracție înnăscută) și identitatea de orientare sexuală (care se poate schimba în orice moment al vieții unei persoane). 
Heteroflexibilitatea este o formă de orientare sexuală sau comportament sexual situațional, ocazional caracterizat prin activitate homosexuală minimă. Este asemănătoare cu bi-curiozitate, care este considerată distinctă de bisexualitate. 

## Eforturi de schimbare a orientării sexuale. Terapia de conversie
Terapiile de conversie sunt metode care vizează schimbarea orientării sexuale a unui individ. Oamenii de știință și profesioniștii din domeniul sănătății mintale, în general, nu cred că orientarea sexuală este o alegere.   Nu există studii privind rigurozitatea științifică adecvată care să concluzioneze că eforturile de schimbare a orientării sexuale sunt eficiente. 
S-a observat în nenumărate cazuri de-a lungul timpului că terapia de conversie nu funcționează, produce anxietate, depresie și tentative de suicid. 

## Capacitate familială
Familiile de sex opus sunt la fel de capabile de a avea o familie și a întreține urmașii la fel ca oricare alt tip de familie.

## Societate și cultură

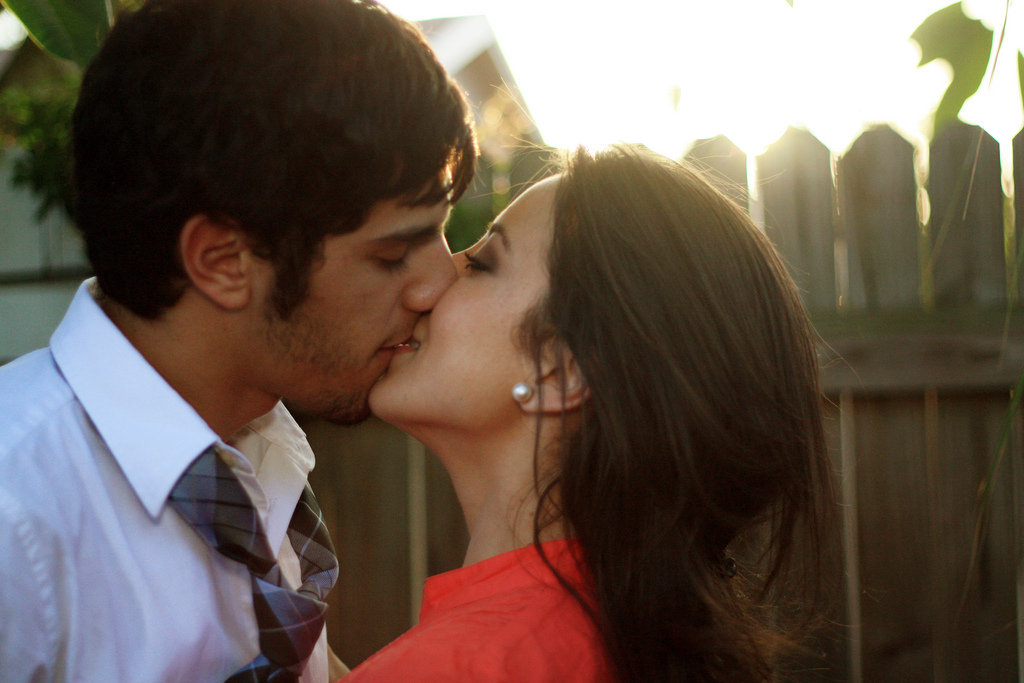
Un cuplu heterosexual intim

Un cuplu heterosexual, un bărbat și o femeie într-o relație intimă, formează nucleul unei familii heterosexuale.  Multe societăți de-a lungul istoriei au insistat că o căsătorie are loc înainte de stabilirea cuplului, însă aplicarea acestei reguli sau respectarea acesteia au variat considerabil. În unele culturi, când un bărbat și o femeie necăsătoriți conviețuiesc suficient de mult timp, se consideră că au stabilit o căsătorie de drept comun. 

### Simbolism

Un simbol al heterosexualității

Simbolismul heterosexual datează din primele artefacte ale umanității, cu simboluri de gen, sculpturi rurale de fertilitate și artă primitivă. Acest lucru a fost ulterior exprimat în simbolismul riturilor de fertilitate și închinarea politeistă, care adesea includea imagini ale organelor reproducătoare umane, precum lingamul în hinduism. Simbolurile moderne ale heterosexualității în societățile derivate din tradițiile europene continuă să fie simboluri de referință utilizate în aceste credințe antice. O astfel de imagine este o combinație a simbolului pentru Marte, zeul roman al războiului, ca simbol masculin definitiv al masculinității, iar Venus, zeița romană a iubirii și frumuseții, ca simbol feminin definitiv al feminității. Caracterul unicode pentru acest simbol combinat este ⚤ (U + 26A4).

### Păreri istorice
Nu a fost nevoie să se introducă un termen precum heterosexual până când nu a existat altceva în contrastat și în comparație cu acest termen. Jonathan Ned Katz datează definiția heterosexualității, așa cum este ea folosită astăzi, până la sfârșitul secolului XIX.  Potrivit lui Katz, în epoca victoriană, sexul era văzut ca un mijloc de a realiza reproducerea, iar relațiile dintre sexe nu se credea a fi excesiv de sexuale”.  
Jonathan Ned Katz susține că ideile moderne de sexualitate și erotism au început să se dezvolte în America și Germania în secolul al XIX-lea mai târziu. Economia în schimbare și „transformarea familiei de la producător la consumator”  au dus la schimbarea valorilor. Etica muncii victoriene s-a schimbat, plăcerea a devenit mai apreciată și acest lucru a permis ideilor de sexualitate umană să se schimbe. Cultura consumatoristă a creat o piață pentru erotică, plăcerea a devenit comodizată . În același timp, medicii au început să dobândească mai multă putere și influență. Ei au dezvoltat modelul medical al „iubirii normale”, în care bărbații și femeile sănătoase s-au bucurat de sex ca parte a unui „nou ideal de relații bărbat-femeie care includea .. un erotism esențial, necesar, normal”.  Crearea termenului heterosexual a consolidat existența socială a experienței heterosexuale preexistente și a creat un sentiment de normalitate asigurată și validată în cadrul acesteia. 

### Opinii religioase
Tradiția iudeo-creștină are mai multe scripturi legate de heterosexualitate. Cartea Genezei afirmă că Dumnezeu l-a creat pe om pentru că „nu este bine ca omul să fie singur; eu îi voi face un ajutor pentru a-l întâlni”. (Gen 2:18) Geneza conține apoi o poruncă în care se spune „De aceea, un om își va lăsa tatăl și mama sa și se vor despărți de soția sa și vor fi un singur trup” (Gen 2:24)  
În cea mai mare parte, tradițiile religioase din lume își rezervă căsătoria cu uniuni heterosexuale, dar există excepții, inclusiv anumite tradiții budiste și hinduse, universaliste unitare, biserica comunității metropolitane, unele eparhii anglicane și unii Quaker, Biserica Unită din Canada și Reforma și Congregații evreiești conservatoare .  
Unii cercetători și istorici în domeniul religiei iudeo-creștine susțin că "Isus, fondatorul creștinismului, era născut homosexual și avea un coportament poliamoros", inclusiv o parte dintre apostoli precum Ioan Evanghelistul, Simon Petru sau Pavel Apostolul. Alți teologi și cercetători susțin că și personajul biblic Lazăr avea comportament non-heteronormativ și alte personaje precum Iacob, David  și Ionatan  și alți sfinți canonizați precum Francisc de Assisi, Sfântul Sebastian, etc.

### Heteronormativitate și heterosexism
Heteronormativitatea denotă sau se referă la o viziune a lumii care promovează heterosexualitatea ca orientare sexuală normală sau preferată pentru oameni. Poate atribui roluri stricte de gen bărbaților și femeilor. Termenul a fost popularizat de Michael Warner în 1991.  Mulți cercetători de gen și sexualitate susțin că heterosexualitatea obligatorie, o reafirmare continuă și repetată a normelor heterosexuale, este o față a heterosexismului.  Heterosexualitatea obligatorie este ideea că heterosexualitatea feminină este atât asumată cât și aplicată de o societate patriarhală. Heterosexualitatea este apoi privită ca înclinația sau obligația naturală de către ambele sexe. În consecință, oricine diferă de normalitatea heterosexualității este considerat deviant sau scârbos. 
Heterosexismul este o formă de părtinire sau discriminare în favoarea sexualității și relațiilor de sex opus. Poate include presupunerea că toată lumea este heterosexuală și poate implica diferite tipuri de discriminare împotriva persoanelor homosexuale, lesbiene, bisexuali, persoane heteroflexibile sau persoane transgen.

## Heterosexualitatea la animale

### Prevalență
În regatul animalelor non-umane s-a observat că majoritatea are o orientare heterosexuală. De la specie la specie s-a observat că procentul variază. Însă la primatele Bonobo (Pan Paniscus) și alte primate de clasă mare s-a observat că bisexualitatea e preponderentă, aproape de 60%.

### Animalele și reproducerea
Reproducerea sexuată în lumea animalelor este facilitată prin activități sexuale opuse, deși există și animale care se reproduc asexuat, inclusiv protozoare și nevertebrate inferioare.   
Sexul reproducător nu necesită o orientare heterosexuală, deoarece orientarea sexuală se referă, de regulă, la un model de durată de atracție sexuală și emoțională pe termen lung, care duce adesea la legături sociale pe termen lung, în timp ce reproducerea necesită doar un singur act de copulare pentru a fertiliza ovulul prin spermatozoizi.    Orientarea sexuală și romantică nu are legătură cu reproducerea sexuată. Un animal cu orientare asexuală, bisexuală, heterosexuală sau homosexuală poate avea sau nu progenituri.